# Kubuswoningen (Helmond)

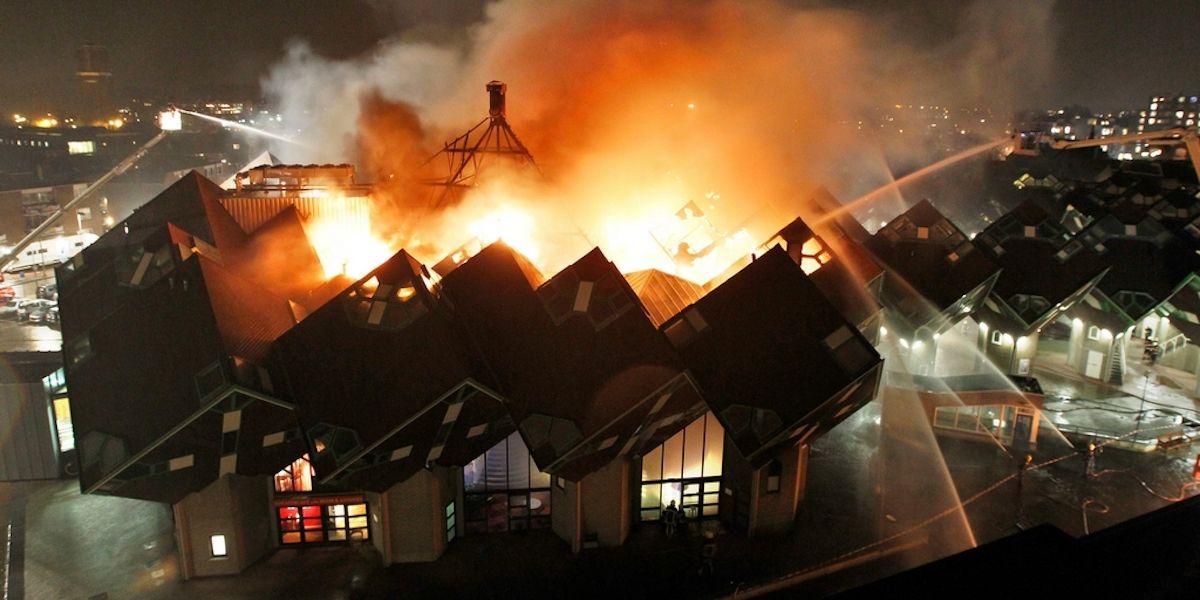
Verwoesting van het theater

De kubuswoningen in Helmond zijn een proefproject met 3 woningen, en een groter project met 18 kubusvormige paalwoningen. Ze zijn ontworpen door Piet Blom die hierna hetzelfde ontwerp heeft toegepast voor de kubuswoningen in Rotterdam. De 18 woningen vormden aanvankelijk een architectonisch geheel met Theater 't Speelhuis, maar dat werd in 2011 bij een brand verwoest.

## Achtergrond

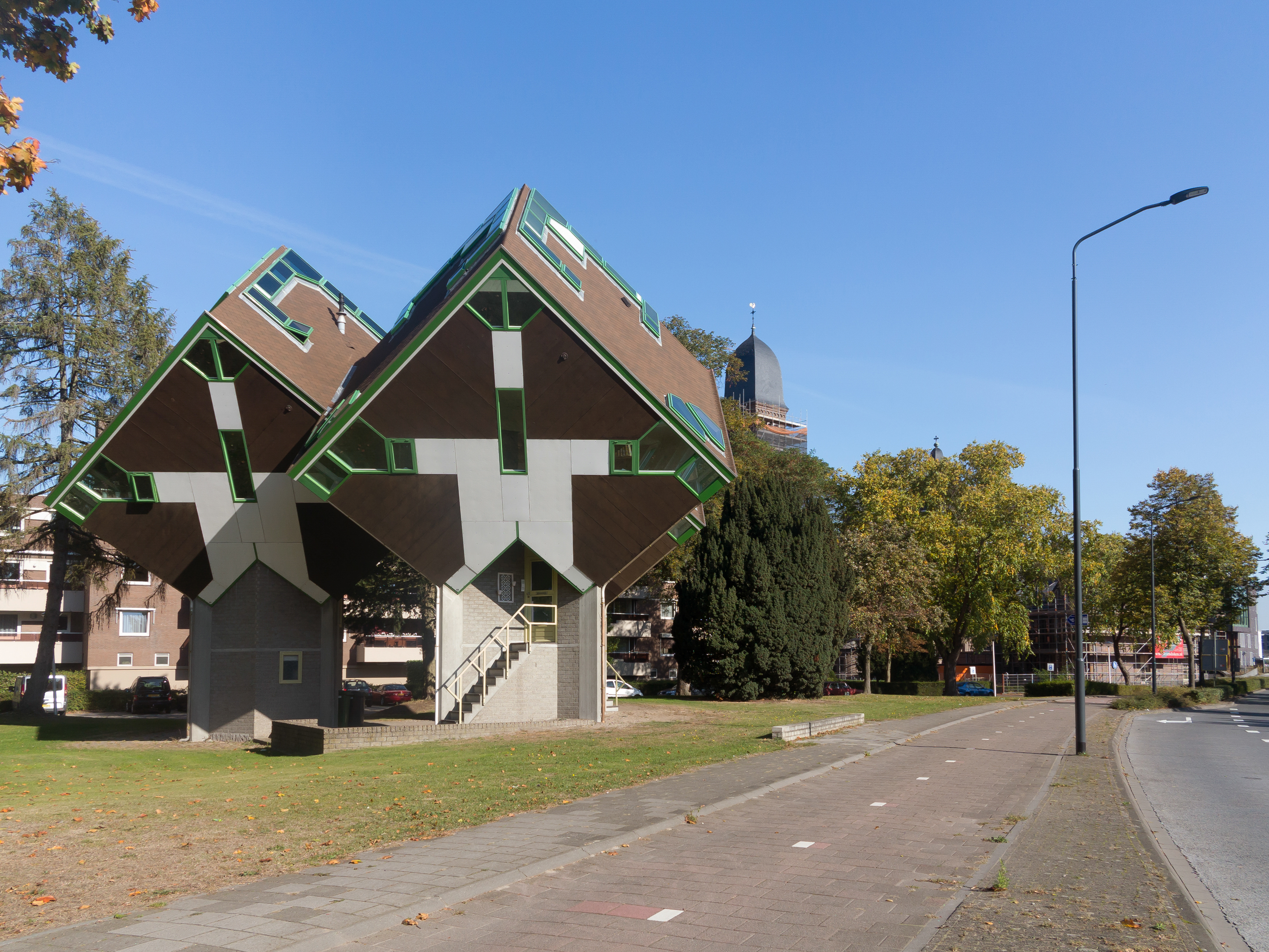
De drie proefwoningen gezien vanaf de Kasteel-Traverse, met op de achtergrond de toren van Het nieuwe Speelhuis.

In de jaren 70 van de 20e eeuw wilden architecten met inspraak van de bewoners en andere gebruikers herbergzame woonwijken maken, mede in reactie op het grootschalige en als grijs ervaren modernisme van de heersende architectuur van de wederopbouw. Piet Blom, structuralist en adept van Aldo van Eyck ging ervan uit dat grootschalige bouwwerken op 's mensen maat moesten gebouwd worden door ze op te bouwen uit kleinschalige herkenbare elementen. Het basisidee, dat er gebouwd wordt op kolommen, zodat de ruimte onder de bebouwing openbaar kan blijven, is geïnspireerd door Le Corbusier. Blom paste het principe al eerder toe in zijn ontwerp voor De Kasbah in Hengelo.
De gemeente Helmond gaf in 1972 aan Piet Blom de ontwerpopdracht voor een ontmoetingscentrum op een braakliggende terrein in het stadscentrum. Blom stelde voor om het bijzondere en het gewone, de cultuur en het wonen, met elkaar te vervlechten. Geïnspireerd door de Peel, ontwierp hij een woud van 188 boomwoningen rondom een Speelhuis. Doordat de parkeergarage onder het complex niet doorgaat, bevat het ontwerp bij de aanvraag van de status "Experimentele Woningbouw" nog maar 60 woningen. De gemeenteraad was echter niet overtuigd. Daarom gaf Minister Gruijters, geboren en getogen in Helmond, extra subsidie voor de bouw van drie proefwoningen.
De eerste drie kubuswoningen werden in 1974 en 1975 gebouwd aan de Wilhelminalaan/Kasteeltraverse in Helmond, als voorproefje voor een groter project, dat in de jaren daarop gerealiseerd werd. Het project had de status "experimenteel" en kon aldus aanspraak maken op aanvullende subsidie van het Rijk. In eerste aanleg was de belangstelling groot en wijdverbreid. In een Amerikaans tijdschrift werd het ontwerp in november 1975 omschreven als "resembling huge dice" en het Helmonds Dagblad berichtte in december over een twintigtal gegadigden voor de drie kubussen. Halverwege 1976 bleek de interesse echter geluwd en waren er nog niet voldoende kopers gevonden voor alle paalwoningen.

## Bouw
In mei 1974 vond de aanbesteding van de drie proefwoningen plaats. Op 3 december bereikten de constructiewerkzaamheden het hoogste punt van de eerste paalwoning. Openstelling voor publiek van de proefwoningen: september 1975, officiële opening 29 oktober. In een publiciteitsstunt naar een idee van de architect gaven professionele behangers op 29 maart 1975 een demonstratie "behangen op schuine muren" in de nieuwe woningen. 
De volgende fase, het ontmoetingscentrum werd aanbesteed op 10 juli 1975. In beide gevallen was het Helmondse bouwbedrijf Adriaans de laagste inschrijver en de bouwer.
De dragende kolommen en de vloeren werden uitgevoerd in gewapend beton, de gekantelde kubus bestaat uit een houten skelet dat van binnen en buiten is afgewerkt met cement/houtvezelplaten.

## Theater
Op 28 oktober 1977 volgde ten slotte de officiële opening van het theatergebouw in aanwezigheid van prinses Beatrix met de première van de musical Neem Helmond bijvoorbeeld. Het theater 't Speelhuis was opgebouwd uit 37 kubussen en bevatte drie zalen. De grootste zaal had een capaciteit van 430 stoelen. Het bijbehorende theatercafé was Blom & Sanders genoemd naar de architect Blom en de beeldend kunstenaar Har Sanders, de twee geestelijk vaders van het bijzondere gebouwencomplex.
De architectuur van het theater werd door de uiteindelijke gebruikers verschillend gewaardeerd. Volgens Youp van 't Hek was de zaal niet bevorderlijk voor goed toneelspel: "Mooi theater. Bijzonder theater, maar ook wel lastig. De architectuur leidt ook wel een beetje af. Je hebt er altijd een decor bij. Wel een mooi decor overigens. De eerste keer was ik verbijsterd door het bijzondere. Echt prachtig. De tweede keer ging het wennen en derde keer ging het bijna irriteren, verlangde ik naar een donkere zwarte doos". Ook Jenny Arean was kritisch, maar bij haar overheerste wel de lof: "Wat een schoonheid! Deze unieke zaal zorgde ervoor dat ik fan werd van Har Sanders. Het is een ludiek maar prachtig theater. Ik moet wel zeggen dat het een verschrikkelijk onhandig theater is en af en toe is het echt goochelen."
Op 29 december 2011 werd het theater verwoest door een grote brand die ook de aangrenzende kubuswoningen trof. De woningen zijn van oktober 2013 tot februari 2014 gerenoveerd.

## Straatnaam
De naam van het plein bij de kubuswoningen was jarenlang Speelhuisplein, naar theater 't Speelhuis. Nadat het theater in 2011 door brand verwoest was, verhuisde het theater naar een andere locatie in de stad. In 2018 kreeg het plein bij die nieuwe locatie officieel de naam Speelhuisplein. De naam van het plein bij de kubuswoningen werd daarbij officieel gewijzigd in Piet Blomplein, als eerbetoon aan de architect van de woningen.